# Ernst Bergfeld
Ernst August Adolf Heinrich Bergfeld (* 9. März 1885 in Braunschweig; † 5. Juli 1969 ebenda) war ein deutscher Schriftsteller, Beamter und Bibliothekar.

## Leben und Werk
Der Sohn von August Bergfeld, eines Dekorations- und Schriftmalers, und dessen Ehefrau Lina, geb. Hoffmeister, kam im Alter von acht Jahren, nach dem Tode des Vaters, zusammen mit einem jüngeren Bruder in das Große Waisenhaus Beatae Mariae Virginis in der Straße Hinter Liebfrauen in Braunschweig, in dem er eine glückliche Kindheit und Jugend verbrachte. Die Zeit im Waisenhaus verarbeitete er 1950 in seinem autobiografischen Roman Der immergrüne Garten. Vieles brachte sich Bergfeld in dieser Zeit als Autodidakt bei und erhielt schließlich die Mittlere Reife in der Waisenhausschule.
Nach der Teilnahme am Ersten Weltkrieg als Lazarett-Inspektor im Braunschweigischen Infanterie-Regiment Nr. 92, war Bergfeld zunächst an unterschiedlichen Orten, darunter auch in Elberfeld und Düsseldorf in verschiedenen Berufen jeweils kurzfristig tätig. Nebenbei bildete er sich weiter, indem er Vorlesungen über Literatur- und Theatergeschichte an der Universität besuchte. In dieser Zeit startete er erste Versuche, als freier Schriftsteller Fuß zu fassen. Er veröffentlichte Gedichte und Erzählungen; 1904 erschien sein erstes Buch Gretel, ein Gedichtband. Insgesamt jedoch scheiterte dieser frühe Versuch.
1920, wieder in Braunschweig, wurde er erst Ministerialbeamter und dann Beamter der Technischen Hochschule Braunschweig. In den frühen Jahren des Nationalsozialismus konnte sich Bergfeld zunächst für dessen Ideale begeistern, was z. T. in entsprechend positiv formulierter Lyrik zum Ausdruck kam, bald jedoch war er enttäuscht und wandte sich von dieser Ideologie ab. Daraufhin wurde er im März 1939 von seiner Position in der Verwaltung auf die wenig angesehene Stelle des Bibliothekars der Hochschulbibliothek abgeschoben. Diese Position bekleidete er bis Dezember 1945. Während des Zweiten Weltkrieges war Bergfeld damit beschäftigt, die Bibliotheksbestände auszulagern und so vor der Vernichtung zu bewahren. Nach dem Ende des Krieges sorgte er für die Sicherung und Rückführung der Bücher.

### Freundeskreis des Großen Waisenhauses
Nach Kriegsende wandte sich Bergfeld neuen Aufgaben zu: Da das Große Waisenhaus im Bombenkrieg zerstört worden war und nicht wieder aufgebaut wurde, fühlte sich Bergfeld an seine Kindheit und Jugend im Waisenhaus BMV erinnert und gründete im Januar 1951 zur Unterstützung der Waisen in Braunschweig die gemeinnützige Vereinigung Freundeskreis des Großen Waisenhauses BMV e. V., deren erster Vorsitzender er wurde und bis zu seinem Tode blieb.
Der Freundeskreis gab zwischen 1951 und 1985 die Zeitschrift Freundeskreis des Großen Waisenhauses heraus. Ernst Bergfeld betreute als Schriftleiter die Zeitschrift vom 1. Heft im April 1951 bis zu Heft 55 vom Mai 1969, kurz vor seinem Tode. Die Hefte enthielten literarisch-künstlerische sowie heimatkundliche Artikel und wurden bis zu ihrer Einstellung 1985 vertrieben.

### Werke (Auswahl)
Bergfeld selbst empfand sich als Lyriker mit religiöser Bindung und fühlte sich literarisch Wilhelm Raabe und der Familie Huch verbunden.
- 1904: Gretel
- 1921: Die Bruderhütte
- 1922: Sunnenbore. Roman eines Ferienkindes
- 1925: Das Liebenburger Evchen
- 1938: Erfüllung
- 1950: Der immergrüne Garten. Roman einer Jugend (autobiografische Beschreibung seines Lebens im Großen Waisenhaus)
- 1956: Zwischenspiel
- 1965: Die blühenden Ufer

Darüber hinaus war er auch als Bühnenautor tätig: 1930 wurde Doortje und die Heidefee aufgeführt, 1932 das Puppenspiel Wochenend in Regenhausen, 1936 gefolgt von Werk und Wirken zur 150-Jahr-Feier des Vieweg Verlages. Zuletzt erschien 1942 das Märchenspiel Die Tannenburg mit Musik von Karl Theodor Uhlisch.

### Kleiderseller
Bergfeld gehörte mehrere Jahrzehnte einer gesellschaftlichen Vereinigung an, die sich Die ehrlichen Kleiderseller zu Braunschweig nannte.

## Sonstiges
Bergfeld wohnte seit 1922 im Braunschweiger Stadtteil Gliesmarode in einem Haus an der Wabe. Die Bergfeldstraße im Südwesten Braunschweigs ist nicht nach Ernst Bergfeld benannt, sondern nach einem Flurstück vom Cyriakusstift (Braunschweig).